# USS LST-535
O USS LST-535 foi um navio de guerra norte-americano da classe LST que operou durante a Segunda Guerra Mundial.